# 정강호
정강호(1994년 6월 1일~ )은 대한민국의 농구선수이며 포지션은 스몰 포워드이다.

## 아마추어 시절
상명대학교 재학 시절 팀의 주축 선수로 활약하였다. 4학년 시절에는 블록상을 수상하였다.

## 안양 KGC인삼공사시절
2017-2018 시즌 신인드래프트에서 전체 11순위로 안양 KGC인삼공사에 지명되었다. 그리고 사회복무요원으로 입대했다. 전역일은 2020년 3월 12일이다.

## 출신학교
- 명진초등학교
- 명진중학교
- 부산중앙고등학교
- 상명대학교